# Test de la primera derivada
El  test de la primera derivada  és el mètode o teorema utilitzat freqüentment en el càlcul matemàtic per determinar els mínims relatius i màxims relatius que poden existir en una funció mitjançant l'ús de la primera derivada o derivada principal, on s'observa el canvi de signe, en un interval obert assenyalat que conté l'punt crític {\displaystyle c}.

## Teorema valor màxim i mínim
"Sigui {\displaystyle c} un punt crític d'una funció {\displaystyle f} que és contínua en un interval obert {\displaystyle I} que conté a {\displaystyle c}. Si {\displaystyle f} és derivable en l'interval, excepte possiblement en {\displaystyle c}, llavors {\displaystyle f(c)} pot classificar-se com segueix. "
1. Si {\displaystyle f} '{\displaystyle (x)} canvia de negativa a positiva en {\displaystyle c}, llavors {\displaystyle f} té un mínim relatiu en {\displaystyle (c,f(c))}.
2. Si {\displaystyle f} '{\displaystyle (x)} canvia de positiva a negativa en {\displaystyle c}, llavors {\displaystyle f} té un màxim relatiu en {\displaystyle (c,f(c))}.
3. Si {\displaystyle f} '{\displaystyle (x)} és positiva en ambdós costats de {\displaystyle c} o negativa en ambdós costats de c, llavors {\displaystyle f(c)} no és ni un mínim ni un màxim relatiu. El criteri no decideix.